# Аксај
Аксај (рус. Аксай) град је у Русији у Ростовској области. Према попису становништва из 2010. у граду је живело 41969 становника.

## Становништво
| 1939. | 1959.  | 1970.  | 1979.  | 1989.  | 2002.  | 2010.  |
| ----- | ------ | ------ | ------ | ------ | ------ | ------ |
| 9.800 | 15.518 | 21.994 | 29.987 | 33.389 | 38.012 | 41.969 |